# Коста-Рика
Ко́ста-Ри́ка або Ко́ста-Рі́ка (ісп. Costa Rica) — держава в Центральній Америці, що межує на півночі з Нікарагуа, на півдні з Панамою, на сході — омивається Карибським морем, на заході — Тихим океаном. Площа становить 51 100 км², столиця — Сан-Хосе, рельєф — високе центральне плато і тропічні узбережжя; спочатку Коста-Рика була суцільно вкрита лісами, нині залишилося 17 % лісів; половину ріллі віддали під скотарство. Державна мова — іспанська, як регіональні визнані брибрі та лимонська креольська.

## Назва
- Ко́ста-Ри́ка або Ко́ста-Рі́ка (ісп. Costa Rica МФА: [ˈko̞sta ˈrika][3], «багатий берег») — коротка назва.
- Респу́бліка Ко́ста-Ри́ка (ісп. República de Costa Rica, МФА: [re̞ˈpuβ̞lika ð̞e̞ ˈko̞sta ˈrika]) — офіційна назва.

## Географія
Коста-Рика займає всю довжину центральноамериканського перешийка. Зі сходу омивається водами Карибського моря, а із заходу водами Тихого океану.
Обидва узбережжя, атлантичне і тихоокеанське загалом низовинні. У центрі та на півдні Коста-Рики здіймаються високі, порізані гори вулканічного походження. Між головними гірськими хребтами в центрі країни лежить велике плато, де проживає більшість населення.
Коста-Рика має вологий субекваторіальний клімат з температурою, яка майже не змінюється протягом року. Середня температура січня — +23 °C, липня — +25 °C, на вершинах гір — +20 °C.
До сьогодні єдиним зв'язком з багатьма районами країни є річки, котрі стікають зі східних схилів гір і несуть свої води в Карибське море.
Головними природними ресурсами Коста-Рики є родючі землі Месети Сентраль і тропічні ліси.
Флора країни дуже різноманітна. Ліси Тихоокеанського узбережжя є вологими. Вони скидають листя в суху пору року. На Месеті Сентраль більшість лісів вирубані. Східна сторона одержує більше опадів, ніж західна, але для обох узбережжь характерні мангрові болота та білі піщані пляжі. У Коста-Риці росте понад 1000 видів орхідей. Сільськогосподарські землі займають більш, ніж половину території країни.
Фауна країни дуже різноманітна. Приблизно третину країни покривають вологі ліси, де водяться пуми, ягуари, олені, мавпи — всього близько 725 видів різних тварин.
У Коста-Риці більш ніж 70 природних територій перебувають під охороною.

## Історія

### Рання історія
18 вересня 1502 Христофор Колумб на невеликому острові біля берегів Карибського моря зустрів тубільців, що носили золоті прикраси. Іспанські літописці за розповідями Колумба назвали цю землю «Коста-Рика», що іспанською означає «багатий берег». Перші іспанські поселення розташовувалися неподалік сучасних міст Пунтаренас і Ніко. На час завоювання населення становило близько 25 тисяч індіанців, а район Центральної долини був заселений тільки в середині XVI століття. У 1563 році губернатор Хуан Васкес де Коронадо привіз на територію поселенців з Іспанії і заснував місто Картаго, яке до 1823 року було столицею колонії.
У 1638—1639 роках генерал-капітан Сандоваль побудував новий порт на Карибському березі біля Матіни й дорогу, що з'єднала його з внутрішньою частиною країни.
Завдяки цьому зросла цінність плантацій какао, розташованих поблизу дороги, і держава стала привабливішою для морської торгівлі. Однак прибережні райони згодом були розграбовані піратами, а індіанці довершили руйнування. Це поклало початок періоду низького рівня економічного розвитку, і лише незадовго до здобуття незалежності виробництво тютюну та видобуток срібла дещо підняли економіку.

### XIX століття
Коста-Рика, що входила до складу генерал-капітанства Гватемала разом із Гватемалою, Сальвадором, Гондурасом та Нікарагуа, стала незалежною від Іспанії 15 вересня 1821 року. До 1838 року держава входила до складу федерації Сполучені провінції Центральної Америки. Незабаром після проголошення незалежності почалося запровадження освітніх реформ. У містах були створені перші школи, і 1825 року було видано перший закон про освіту, відповідно до якого право на безкоштовну «загальну» освіту гарантувалося особам обох статей — цей же принцип було включено до конституції 1844 року.
У 1842 році уряд Брауліо Каррільйо був повалений генералом Франсіско Морасаном у прагненні відновити Федерацію Центральної Америки. Проте в тому ж році Морасана було страчено. Приблизно в цей час починається епоха політичної нестабільності. Хуан Рафаель Мора Поррас, обраний президентом у 1849 році, відновлює порядок та продовжує реформи. В 1856 році Поррас допоміг здобути перемогу над американцем Вільямом Вокером, який проголосив себе президентом Нікарагуа і намагався захопити Коста-Рику.
У 1859—1870 роках змінилося кілька президентів, згодом до влади прийшов уряд Томаса Гуардії Гутьєрреса. У 1871 році було запроваджено нову конституцію, а в 1882 — скасовано смертну кару. Після смерті Гутьєрреса у 1882 році країна перебуває під владою ліберально налаштованих генералів Просперо Фернандеса Ореамуно (1882—1885), Бернардо Сото Альфаро (1885—1889) та Хосе Хоакіна Родрігеса Селедона (1890—1894).

### XX століття
У 1907 році Коста-Рика направила делегатів до Вашингтона на конференцію, скликану з ініціативи Мексики і США, де було прийнято рішення про створення в державі Центральноамериканського суду. Суд працював до 1918 року, коли Нікарагуа і США відмовилися визнати його рішення про незаконність угоди Браяна — Чаморро (1916), яка надавала США право на будівництво міжокеанського каналу через територію Нікарагуа.
У 1910 році президентом став Рікардо Хіменес Ореамуно. Тоді ж було підвищено податок на спадщину, кошти від якого мали надходити до фінансування народної освіти.
Іншим законом чисельність армії обмежувалася тисячею осіб, у випадку надзвичайних ситуацій — п'ятьма тисячами. У 1914 році президент Альфредо Гонсалес Флорес почав податкову реформу, що передбачала підвищені податки бананових і нафтових компаній. Це викликало протест з боку інших політичних сил, тому 1917 року Гонсалеса було зміщено з поста президента військовим міністром Федеріко Тіноко Гранадосом. Режим Тіноко мав підтримку з боку костариканської еліти, проте США відмовилися його визнати. В 1919 році і цей режим був повалений.
1930-ті роки відзначені збільшенням популярності ідей комунізму, що виявилися, зокрема, в організації страйків на бананових плантаціях. У 1940 році, за правління Рафаеля Анхеля Кальдерона Гуардії було прийнято трудове законодавство, значно збільшений рівень соціальної допомоги, що викликало незадоволення в багатих консерваторів.
У роки Другої світової війни Кальдерон тісно співпрацював зі США. Коста-Рика вступила у війну на боці антигітлерівської коаліції в грудні 1941 року, а згодом увійшла до складу ООН і приєдналася до Міжнародного валютного фонду.
До середини 1940-х років в країні утворилася помітна опозиція, що протистояла коаліції націонал-республіканців, комуністів і католиків. Опозиція включала праву Демократичну партію, лідером якої був Леон Кортес, консервативну партію «Національний союз» на чолі з Отіліо Улате Бланко та реформістську Соціал-демократичну партію під керівництвом Хосе Фігереса Феррера. На виборах президента 1948 року опозиція висунула своїм кандидатом Улате, на противагу Кальдерону, висунутому націонал-республіканцями. Кальдерона підтримували профспілки, армія і уряд Пікадо, але Улате все ж переміг на виборах з незначним відривом. Пікадо відмовився визнати результати виборів і наполягав на остаточному рішенні Законодавчої асамблеї, більшість членів якої підтримували Кальдерона. 1 березня асамблея оголосила результати виборів недійсними. 12 березня почалося збройне повстання під проводом Фігереса, яке тривало до квітня. Тоді посол Мексики, який виступав як посередник, досяг угоди сторін, і війська Фігереса увійшли до столиці Сан-Хосе. Це повстання було найкривавішою подією новітньої історії держави, кількість жертв досягла 2000. 8 травня Фігерес очолив тимчасовий уряд. Певна кількість комуністів, а також Кальдерон, були вимушені емігрувати.
Протягом наступних 18 місяців Фігерес розпустив армію, націоналізував банки, розширив програми соціального забезпечення, надав право голосу жінкам і чорношкірим мешканцям Лимона, що народилися в Коста-Риці, ввів 10-відсотковий податок на приватний капітал, спрямувавши отримані кошти на соціально-економічний розвиток країни. У грудні 1948 прихильники Кальдерона зробили невдалу спробу державного перевороту. Після ратифікації Законодавчою асамблеєю нової конституції та затвердження Улате на посаді президента, 8 листопада 1949 Фігерес склав з себе обов'язки голови тимчасового уряду.
Улате залишив у силі велику частину законів, прийнятих Фігересом, внісши до деяких незначні зміни. Фігерес заснував нову партію, що отримала назву Партія Національного визволення, яка і виставила його кандидатуру на пост президента на виборах 1953 року. На цих виборах у нього не було серйозних суперників, адже єдиний суперник, Улате, за конституцією не міг бути обраний на другий термін. З підтримкою з боку селян та середнього класу Фігерес переміг на виборах, отримавши дві третини голосів. Протягом чотирирічного перебування Фігереса на посаді президента тривали спроби перетворити Коста-Рику на зразкову державу з високим рівнем життя.
З 1953 року в державі було проведено чотирнадцять президентських виборів, останні з яких відбулися 2014 року. Всі вони одностайно були оголошені міжнародною спільнотою мирними та прозорими.

## Адміністративний поділ
Коста-Рика ділиться на 7 провінцій:
1. Алахуела
2. Картаго
3. Гуанакасте
4. Ередія
5. Лимон
6. Пунтаренас
7. Сан-Хосе

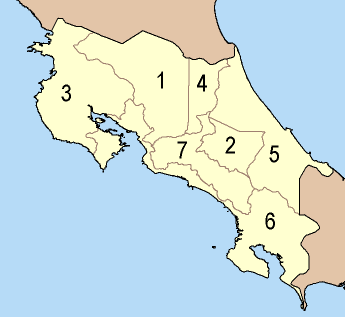
Адміністративний поділ Коста-Рики

Провінції розділені на кантони. Кантонів 81, вони управляються мерами. Мер кожного кантону обирається раз на 4 роки його жителями.

## Економіка
Станом на 2023 рік ВВП Коста-Рики складає 85,6 млрд. доларів США (85 місце у світі). ВВП на душу населення 16213 доларів США (64 місце у світі). .
Економіка залежить від експорту бананів, кави й інших сільськогосподарських продуктів.
Експортує каву, банани, текстиль, цукор. Вирубка лісу привела до зменшення експорту деревини. Партнери: США (75 % експорту), Німеччина, Гватемала, Нідерланди, Велика Британія, Японія.
Імпортує бензин, продукцію машинобудування, хімікати, добрива, продовольство. Партнери; США (35 % імпорту), Японія, Гватемала, Німеччина.
Розвинуті галузі промисловості Коста-Рики — харчова, текстильна і швейна промисловість, а також виробництво будівельних матеріалів, добрив.

### Валюта
Валютою Коста-Рики є костариканський колон (₡), що складається зі 100 сентімо. В обігу перебувають банкноти номіналом 50 (зелена), 100 (сіро-блакитна), 500 (жовтогаряча), 1 000 (червона) і 5 000 (синя) колонів і монети по 20, 10, 5, 2, 1 колон. У великих магазинах і готелях до оплати приймаються кредитні картки провідних світових платіжних систем.

### Гірнича промисловість
Важливого значення набуває видобуток корисних копалин, особливо бокситів.

### Сільське господарство
Сільське господарство складає 19 % ВНП і 70 % експорту, основні експортні культури — кава, банани, цукор, інші культури включаючи кукурудзу, рис, картоплю, країна цілком забезпечує себе продовольством, за винятком зерна.
Сільське господарство орієнтується на виробництво експортної продукції. Протягом 100 років експортною культурою була кава: Коста-Рика першою із центральноамериканських країн почала вирощувати першокласні сорти кави, яка росте на схилах гір. Їх якість є набагато вищою, ніж у сортів, які вирощуються на рівнинах (наприклад, у Бразилії). До 95 % кавових зернят поступає на експорт, насамперед у США та Німеччину. Другою найважливішою експортною культурою є банани. Крім цього, в країні вирощують какао-боби, цукрову тростину, тютюн, цитрусові, бавовник. Для власного споживання вирощують кукурудзу і рис. Останнім часом швидко росте виробництво нетрадиційних експортних товарів — морепродуктів, горіхів, квітів, фруктів і овочів. На тваринництво припадає лише 15 % сількогосподарського виробництва Коста-Рики. Більшість працездатних костариканців зайнята в сільському господарстві.

### Промисловість
Обробна промисловість представлена малими та середніми підприємствами, тісно пов'язаними зі сільським господарством та зовнішньою торгівлею. Головні галузі індустрії — харчова, текстильна, взуттєва, деревообробна, целюлозно-паперова.

### Енергетика
Електрика в Коста-Риці в основному виробляється на гідроелектростанціях (80 % 2014 рік). У 2015 році країна уперше перейшла на 100 % генерування електрики з відновлюваних ресурсів. Уряд виділив близько 1 млрд американських доларів на будівництво 3 геотермальних станцій, що використовують тепло вулканів, потужністю 50 МВт кожна.

### Транспорт
Столиця Коста-Рики, Сан-Хосе — великий транспортний вузол. Тут розташований Міжнародний аеропорт Хуан Сантамарія. Внутрішній транспорт — різноманітний. Пересування по країні утруднено кліматом, рельєфом і станом доріг. Внутрішніми авіаперевезеннями займається національна авіакомпанія SANSA. Залізниці практично не існує. Єдиний шлях, що примикав до Лимона, був знищений зсувом. Автобус є найбільш розповсюдженим видом транспорту, мережа маршрутів охоплює практично всю країну.

### Туризм
Останнім часом дуже добре розвивається сфера послуг. Важливого значення набуває туризм. Туризм забезпечує до 7 % ВВП країни. Щороку до країни приїздить близько 1 млн іноземних туристів. Основні приваби для туристів — екологічні цікавинки: діючі вулкани (практикується їх відвідування), гірські річки (сплав на плотах), тропічні ліси. Коста-Рика посідає перше місце у Центральній Америці за відвідуванням туристів і перше у світі за екотуризмом. Країну щороку відвідують до 1,5 млн туристів, які приносять державі майже 900 млн дол. Прибутки від туризму є основним джерелом валютних надходжень до Коста-Рики.
Коста-Рику часто називають країною-заповідником, іноді «тропічною Швейцарією». Понад 40 % території займають національні парки. Тут заборонено будувати вищі за пальми будинки і тому навіть найбільші міста потопають у зелені. В Коста-Риці зафіксовано понад 70 % усіх наявних на планеті видів рослин. До всього цього додаються 1000 км чудових чистих піщаних пляжів, 120 вулканів, 70 з яких діючі, безліч яскравих птахів. Також тут розвивається морський круїзний туризм. Саме ці багатства і приваблюють туристів з усього світу.
Культурно-історичні туристичні центри і об'єкти Коста-Рики:
- лікарня Сан-Хуан-де-Діас (1790), собор і церква Мерседес (XVIII ст.), архітектурні пам'ятки і музеї міста Сан-Хосе;
- Алахуела (ферма з розведення метеликів);
- музеї, базари і карнавали міста Лимон;
- Кутріс — зона археологічних розкопок;
- Гуаябо — національна археологічна пам'ятка;
- собори у м. Хередія (XVIII ст.);
- парк Варгас з чудовим ботанічним садом і пляжами у м. Пуерто-Лимон;
- Ботанічний сад Ланкестер у м. Параїсо;
- Національний парк вулкан Ареналь;
- селище Увіту - з нього можна вирушити на спостереження за китами у національному парку Маріно Бальєна;
- хмарні ліси Монтеверді.

### Зовнішня торгівля
Експорт у 2008 році — 9,6 млрд американських доларів — електроніка, медичні прилади, банани, ананаси, кава, дині, декоративні рослини, цукор, морепродукти, текстиль і медикаменти.
Основні покупці — США (23,9 %), Нідерланди (13,3 %), Китай (13 %), Велика Британія (5 %), Мексика (4,9 %).
Імпорт в 2008 році — 14,6 млрд американських дол. — сировина, споживчі товари, промислове обладнання, нафтопродукти, машини і прилади, деякі види сировини і продовольства.
Основні постачальники — США (42,7 %), Мексика (6,9 %), Венесуела (6,3 %), Японія (5,4 %), Китай (4,6 %).
Скорочення допомоги з боку США, підвищення цін на ввізну нафту і падіння цін на каву та банани призвели до накопичення великого зовнішнього боргу.

## Населення
Густота населення — близько 85 осіб на квадратний кілометр.

### Етнічний склад
Коста-Рика — єдина з країн Центральної Америки, у якій головну масу населення складають нащадки іспанських іммігрантів (понад 80 %) — креоли. Частка метисів складає близько 10 %, негрів і мулатів — приблизно 7 %, індіанців — 1 %. Також тут мешкає небагато натуралізованих китайців, німців, італійців, американців. У країні проживає постійно близько 30 тис. іноземців, головним чином нікарагуанців і афроамериканців з Вест-Індії. Етнічний склад — 96 % білих (включаючи метисів), 2 % чорношкірих, 1 % індіанців, 1 % китайців.

### Мова
Державна мова — іспанська, нею говорить переважна більшість мешканців; як регіональні визнані брібрі та лимонська креольська. Аборигенні народи говорять п'ятьма мовами, що належать до мовної сім'ї чибча: брібрі, кабекар, гуаймі, малеку, бокота. На північному сході країни в провінції Лимон говорять на місцевому варіанті англійської. Німецькі емігранти говорять на німецько-платському діалекті німецької мови.

### Урбанізація
Столиця Коста-Рики — Сан-Хосе. Населення його становить 300 тис. осіб, а разом з околицями — 1 млн. Місто розташоване в центрі країни, поблизу діючих вулканів Поас і Ірасу, було засноване в 1737 році. У XVIII столітті воно було великим центром тютюнового виробництва. Сан-Хосе — провідний банківсько-фінансовий, культурний і промисловий центр Коста-Рики.

### Освіта

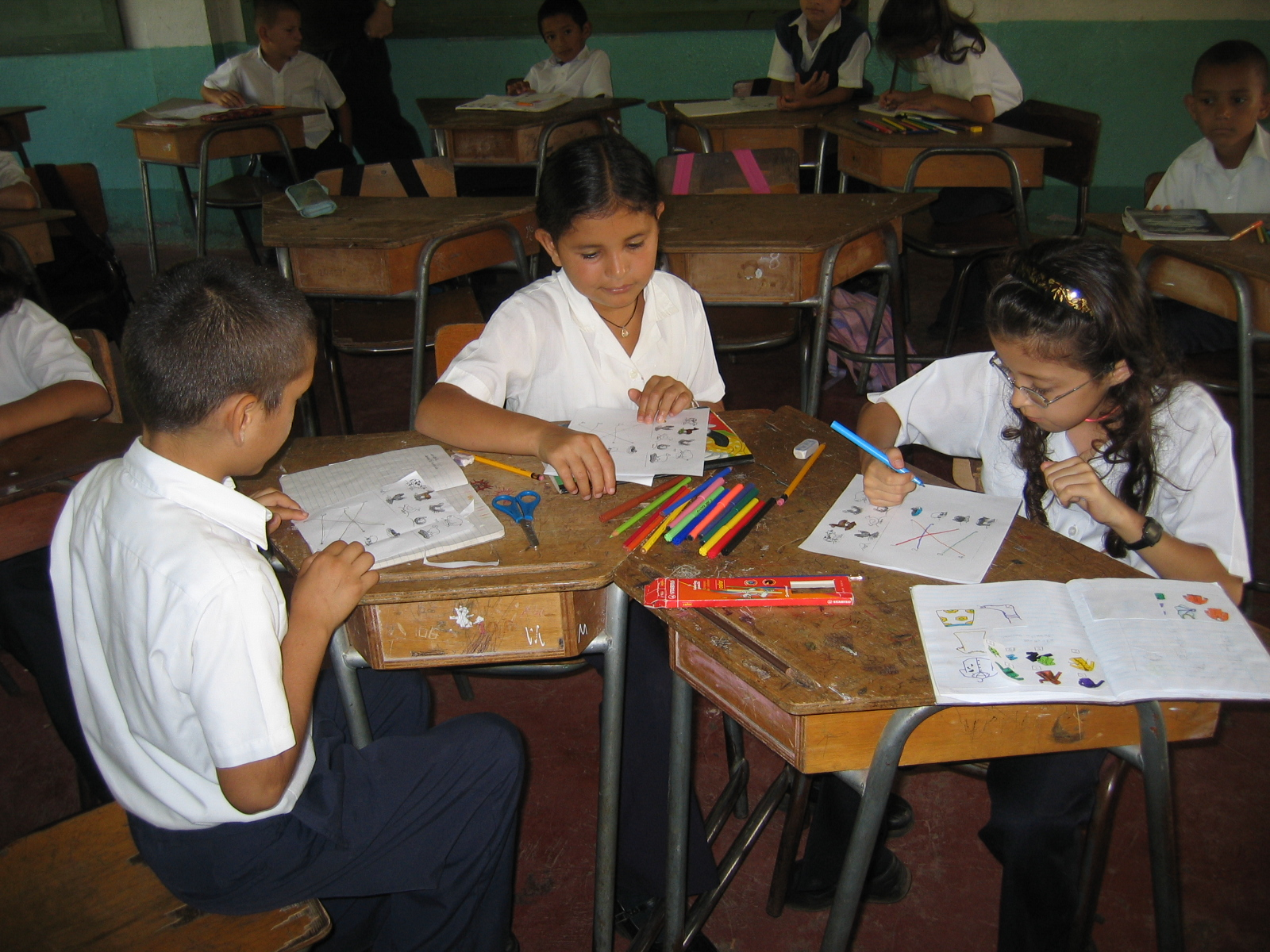
Діти в школі

Рівень грамотності в державі становить 94,9 %, один із найвищих у світі. Практично в кожному селищі є власні навчальні заклади. Універсальна державна освіта гарантується конституцією. Початкова освіта є обов'язковою, отримання початкової та середньої є безкоштовним і обов'язковим. Лише декілька шкіл у Коста-Риці є 12-річними чи більше. По закінченню одинадцятого року навчання учні отримують відповідний диплом (Costa Rican Bachillerato Diploma), сертифікований міністром освіти.
У Сан-Хосе розміщується Центральноамериканський університет. Університети є як державні, так і приватні, причому перші вважаються найкращими в країні як за якістю навчання, так і як засіб підтримки населення — з огляду на значну частку бюджету, що йде на матеріальну підтримку студентів з бідних родин. В останні роки багато приватних університетів і коледжів об'єднуються через переважання попиту на вищу освіту над кількістю доступних місць у державному секторі.

### Охорона здоров'я
Майже 25 % витрат країни йде на добре розвинену систему охорони здоров'я. У результаті країна досягла не лише високих показників якості життя її мешканців, але й високого показника середньої тривалості життя костариканців — понад 76 років. Це найкращий показник у Центральній Америці.

## Міжнародні відносини
Коста-Рика має зовнішні відносини з багатьма країнами світу. 

### Відносини з Україною
Дипломатичні відносини з Україною встановлені 9 червня 1992 р.

## Культура
Після громадянської війни 1948 року Коста-Рика майже весь час жила в мирі. Система соціального забезпечення найрозвиненіша в Центральній Америці. У Сан-Хосе розміщений національний університет, академії історії та мови, національна бібліотека, театр, музей, тубільний музей, численні архітектурні пам'ятки 18-20 століть.

### Національна кухня
В основі кухні лежать рис, чорна квасоля і м'ясо. Також притаманні різні варіації із соусом, цибулею й овочами. До страв у Коста-Риці додають мало спецій, але на столі завжди є місце для пляшечки соусу чилі чи кетчупу. Смачна місцева страва має назву casados (касадос) — суміш рису і квасолі з різними овочами. Цю суміш їдять з яловичиною, свининою чи куркою. Також тут готують печену рибу a la plancha (а ла планча), пиріжки з начинкою з яловичини, сиру чи курки arreglados (аррегладос), морську рибу, зварену в додаванням лимонного соку, приправлену цибулею і коріандром ceviche (севіче) і черепашки conchas (кончас). Також тут великий асортимент фруктів та овочів.
Тварини
Коста-Ріка відома своїм багатим біорізноманіттям, яке охоплює безліч унікальних видів тварин. Ось основні групи тварин, які можна зустріти в цій країні:

### Ссавці
- Лісові мавпи: ревуни, капуцини, павукові мавпи.
- Лінивці: двопалі та трипалі.
- Ягуари і пуми: рідкісні хижаки тропічних лісів.
- Оцелоти і маргаї: менші хижі кішки.
- Коаті (носові ведмеді): з родини єнотових.

### Птахи
- Кетцаль: символ Центральної Америки.
- Тукан: відомий своїм великим дзьобом.
- Ара: яскраві папуги, що мешкають у тропіках.

### Рептилії та амфібії
- Ігуани: зелена і чорна.
- Крокодили та каймани: зустрічаються в річках.
- Деревні жаби: яскраво забарвлені види, як-от червоноглазий листолаз.

### Морські тварини
- Морські черепахи: шкірясті, зелені, оливкові рідлі.
- Дельфіни і кити: зокрема горбаті кити.

### Комахи
- Метелики морфо: з яскраво-блакитними крилами.
- Мурав'ї-листорізи: поширені в тропічних лісах.

Коста-Ріка активно захищає свою природу, маючи численні національні парки та заповідники. Її багатий світ фауни приваблює мільйони туристів щороку.